# L'Autre Côté (roman)
Pour les articles homonymes, voir L'Autre Côté.
Ne doit pas être confondu avec L'Autre Côté (nouvelle).
L'Autre Côté (en allemand Die andere Seite. Ein phantastischer Roman) est un roman fantastique d'Alfred Kubin.
Il a été rédigé à l'automne 1908 et publié pour la première fois en 1909 aux éditions G. Müller, Munich et Leipzig, avec 52 illustrations réalisées par l'auteur lui-même. Il a été traduit en français par Robert Valançay aux éditions Eric Losfeld en 1962, traduction reprise par Jean-Jacques Pauvert en 1964 puis Marabout en 1972.

## Résumé
Le roman raconte le voyage entrepris par le personnage principal, un dessinateur, vers l'« Empire du rêve », un pays créé de toutes pièces aux confins de l'Asie par le multimillionnaire Patera. La capitale, "Perle", ville étrange et crépusculaire en dehors de l'espace et du temps, apparaît d'abord au dessinateur comme une source d'inspiration bienvenue. Mais après la mort de sa femme, il voit ce lieu fantastique se métamorphoser au fur et à mesure que sa fascination pour lui augmente. La deuxième partie du livre raconte l'effondrement de l'« Empire du rêve », qui sombre dans le cauchemar.

## Autour du livre
- À l'origine, les illustrations étaient destinées au roman de Gustav Meyrink, Le Golem, un autre roman fantastique. Meyrink envoyait ses chapitres à Kubin au fur et à mesure qu'il les écrivait, et Kubin les illustrait. Mais il traversa une période d'improductivité ; Kubin, las d'attendre, réutilisa les dessins pour son propre roman[1],[2],[3].

## Adaptation cinématographique
Le roman a été adapté au cinéma avec Traumstadt, un film dystopique de Johannes Schaaf sorti en 1973.